# Cryptostylis javanica
Cryptostylis javanica är en orkidéart som beskrevs av Johannes Jacobus Smith. Cryptostylis javanica ingår i släktet Cryptostylis, och familjen orkidéer.
Artens utbredningsområde är Java. Inga underarter finns listade i Catalogue of Life.